# Attaque de Smara (1981)
Pour les articles homonymes, voir Bataille de Smara.
Guerre du Sahara occidental
Batailles
L'attaque de Smara a eu lieu le 20 avril 1981 pendant la guerre du Sahara occidental près de Smara. L'armée marocaine repousse une attaque du Front Polisario sur le mur des sables.

## Contexte
Le Polisario aurait engagé trois bataillons.

## Déroulement
Le Polisario revendique l'occupation de 19 postes militaires marocains. D'après le Maroc, la colonne sahraouie a été stoppée à Squen, à 40 kilomètres à l'ouest de Smara. Le combat aurait duré jusqu’à 11 heures du soir.

## Pertes et conséquences
D'après le Polisario, les forces armées royales déploreraient 124 morts et 124 blessés. Le communiqué marocain reconnait 9 morts, 31 blessés et annonce que les « mercenaires » du Polisario ont subi des douzaines de tués et 16 véhicules détruits, dont 2 équipés de canons sans recul B-10. Rabat aurait fait 2 prisonniers, et le Polisario 10 prisonniers, dont un sous-lieutenant.